# Hilding Silander
Hilding Silander (ur. 1 marca 1893 w Porvoo, zm. 20 października 1972 w Helsinkach) – fiński żeglarz, olimpijczyk.
W regatach rozegranych podczas Letnich Igrzysk Olimpijskich 1936 wystąpił w klasie 8 metrów zajmując 5. pozycję. Załogę jachtu Sheerio tworzyli również Gunnar Grönblom, Sven Grönblom, Walter Kjellberg, Oscar Sumelius i Olof Wallin.